# LinuxConsole

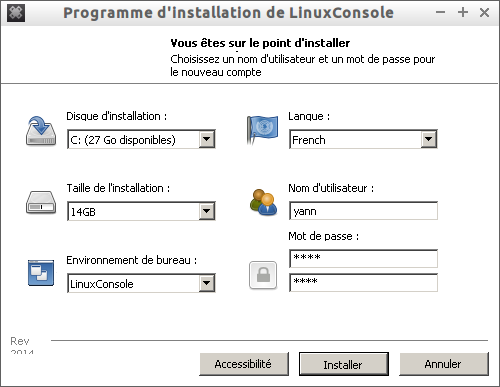

LinuxConsole est une distribution Linux qui peut être utilisée en mode live CD et live USB.
Elle peut aussi être installée sur un disque dur
- en utilisant un programme à lancer depuis Windows (utile pour les novices)
- en utilisant l'outil présent sur le live CD et live USB

La version 2.4 (juin 2015) permet d'installer facilement des logiciels tiers tels que Skype ou Chrome